# Arik Brauer
Pour les articles homonymes, voir Brauer.
Arik Brauer, né le 4 janvier 1929 à Vienne et mort le 24 janvier 2021, est un peintre, architecte, poète, danseur et chanteur autrichien. Il est cofondateur de l'École viennoise de réalisme fantastique avec Ernst Fuchs, Rudolf Hausner, Wolfgang Hutter et Anton Lehmden.
Il est le père de la chanteuse de jazz Timna Brauer.

## Biographie
Arik Brauer est le fils d'immigrés juifs lituaniens. Il accomplit sa formation d'artiste après la Seconde guerre mondiale sous la supervision d'Albert Paris von Gütersloh. Brauer fait partie dans les années 1950 de l'École viennoise de réalisme fantastique, groupe issu du surréalisme avec Edgar Jené, Ernst Fuchs, Wolfgang Hutter, Rudolf Hausner, Anton Lehmden, et Fritz Janschka. Arik Brauer s'impose dans les années 1950 en allant à contre-courant du style abstrait dominant à cette époque. En 2002, il s’est vu confier par l’ambassade d’Autriche à Berlin la mission de créer le « United Buddy Bear » autrichien[réf. nécessaire].
Arik Brauer partage son temps entre Vienne et Ein Hod en Israël.

## Réalisations
- Arik-Brauer-Haus, 1991-1994, Vienne.